# Лазещина
Лазещи́на (укр. Лазещина) — село в Ясинянской поселковой общине Раховского района Закарпатской области Украины.
Население по переписи 2001 года составляло 4174 человека. Почтовый индекс — 90633. Телефонный код — 3132. Занимает площадь 10,780 км². Код КОАТУУ — 2123684501.

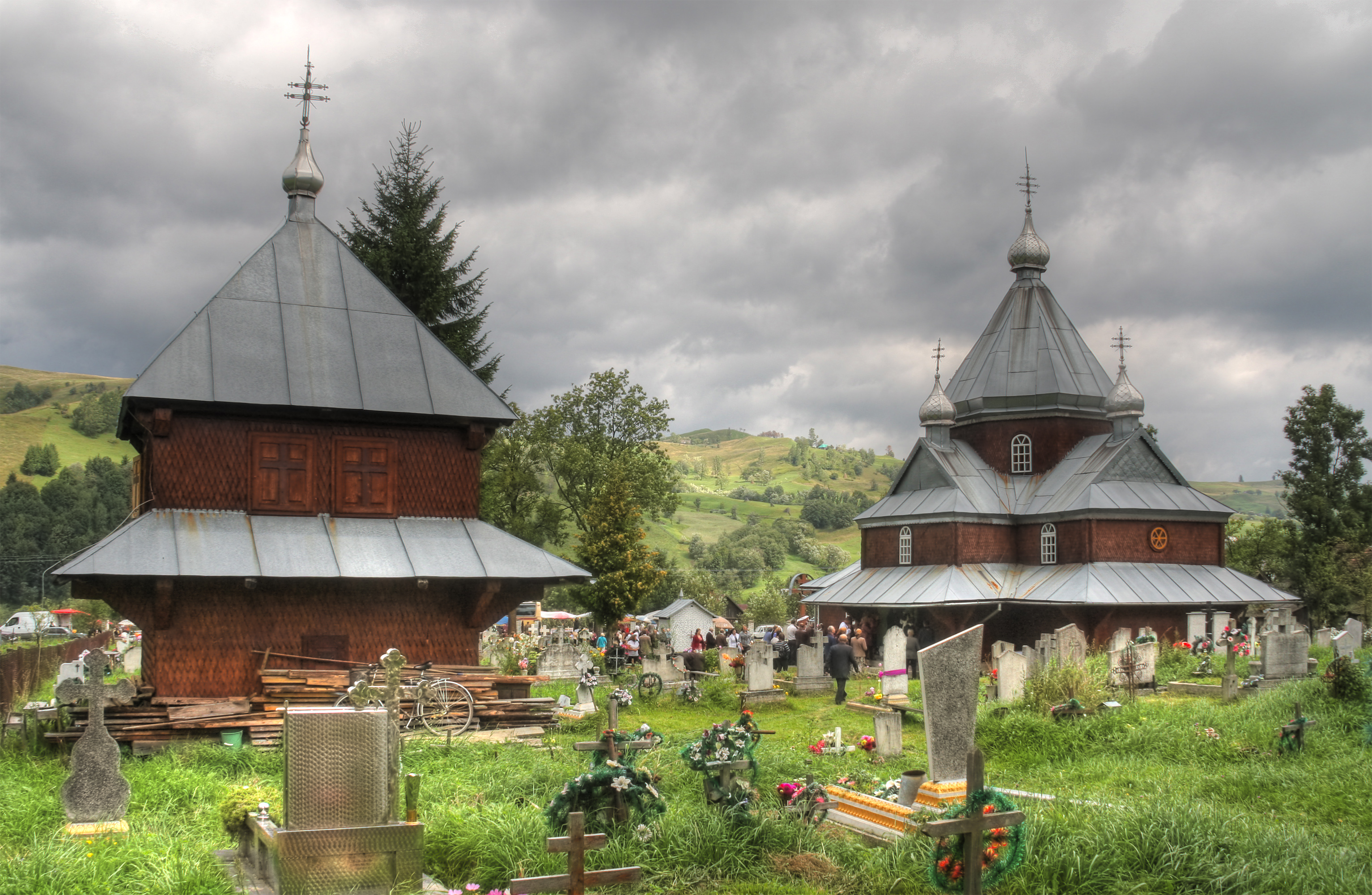
Церковь Преображения Господня, 1780 г. постройки